# Loo (Berkelland)
Het Loo ligt ten zuiden van de buurtschap Mallem bij Eibergen (gemeente Berkelland).
Het Loo is geen zelfstandige buurtschap, want vanouds maakte het deel uit van de buurtschap Mallem in het kerspel Eibergen. Mallem en Loo vormden ook één marke, waarvan de bezitter van de Hof te Mallem erfmarkerichter was. Het Loo is historisch gezien te beschouwen als een onderbuurschap van Mallem, duidelijk daarvan gescheiden door de ligging aan de Berkel en de concentratie van veel boerderijen. Het is een karakteristiek buurtje met veel oude boerderijen, waarvan er overigens vele verwaarloosd zijn. Ook staat er een oud, gerestaureerd, 19e-eeuws zondagsschooltje en de Rehobothkapel uit 1925.
Aan het Loo, waarvan de oude naam het "Boerlo" luidt, mag wel een hoge ouderdom toegekend worden op grond van archeologische vondsten. Het goed Grijsen is wel een van de oudste goederen op het Loo. Het was tot in de 18e eeuw een bezitting van het kapittel van het Sticht Vreden. Vlak bij dit erve (ook wel Bisperink genaamd, naar een van de oudere bewoners) lag het Borculose leengoed Boerhof. Leden van de bastaardfamilie Van Bronkhorst en de familie Wachen hebben dit goed in leen gehad.
Van het goed Grijsen is mogelijk het erve "De Könning" afgesplitst.
Op het Loo heeft het stamhuis van de bekende Eibergse schrijver Menno ter Braak gestaan.